# نيلوفر اللوتس
الميس، اللوتس أو نيلوفر اللوتس أو اللوتس النمري أو زنبق الماء المصري الأبيض (الاسم العلمي:Nymphaea lotus) (بالإنجليزية: Egyptian White Water Lily أو Tiger Lotus)‏ هو نوع من النباتات يتبع جنس النيلوفر من الفصيلة النيلوفرية. وهو نبات مائي وزراعي ساقه منتصبة له فروع كثيرة وأزهاره صفراء زاهية اللون، ويرتفع حتى 45 سم. وزهرة اللوتس مشهورة في الحضارة المصرية القديمة وكان يرى في الصور المرسومة على المقابر الفرعونية، ووجدت بقايا منه في مقبرة رمسيس الثاني وكان أيضاً يتخذها الجيش المصري القديم علماً له.

## في مصر القديمة

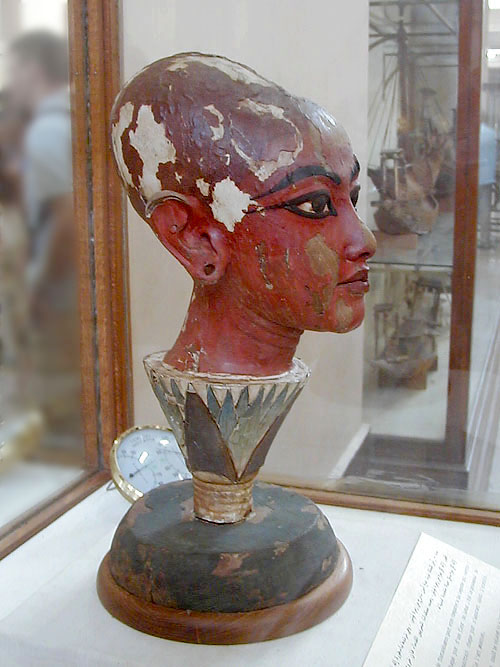
تمثيل مولد توت عنخ آمون على زهرة لوتس زرقاء، المتحف المصري.

استوحى المصري القديم من زهرة الزنبق (لوتس) لتشكيل قمم الأعمدة في المعابد، فنرى منها ما يمثل الزهرة المقفولة، ومن تلك القمم ما يمثل الزهرة المفتوحة. ومنذ الدولة الحديثة كان الفنان المصري القديم يمثل طفلاً قاعداً على زهرة اللوتس ويرمز بذلك إلى مولد إله الشمس. فطبقا لمعتقدات المصري القديم أن مولد إله الشمس في البدء كان في زهرة لوتس خرجت من البحر العظيم نون عند نشأة العالم. وكان المصري القديم يرى في طلوع الشمس صباحاً تكررا لعملية الخلق.
وفي العصر اليوناني الروماني في مصر القديمة تعدد تمثيل ولادة ابن الآلهة على زهرة اللوتس. كما ترعرع تجميل قمم أعمدة المعابد بتشكيل زهرة اللوتس المفتوحة، مثلما نجده في معبد أنس الوجود في أسوان.

## الاسم بالمصرية القديمة
كان المصري القديم يسمى زهرة اللوتس «سوشن»، وشاع هذا الاسم في الشرق الأوسط وشاع حديثا أيضا في أوروبا وأمريكا، فهذا الاسم هو الأصل في اسم «سوزان» و«سوسن».
الاسم بالهيروغليفية:
| M9 |

وتنطق «سوشن».
كما تعددت اللوحات المصرية القديمة التي تمثل تقديم أزهار اللوتس للزائرين تكريما لهم، وتزينت المصرية القديمة بزهرة اللوتس.

## في المعمار
انتشر استخدام شكل زهرة اللوتس في الفن التشكيلي في مصر القديمة وهذا ما نجده في المعابد ومقابر الفراعنة. وحتى في العصر الحديث نجد مبنى المحكمة الدستورية العليا في القاهرة ويزينها عمود كبير ومشكلة عليه زهرة اللوتس.

## معرض الصور

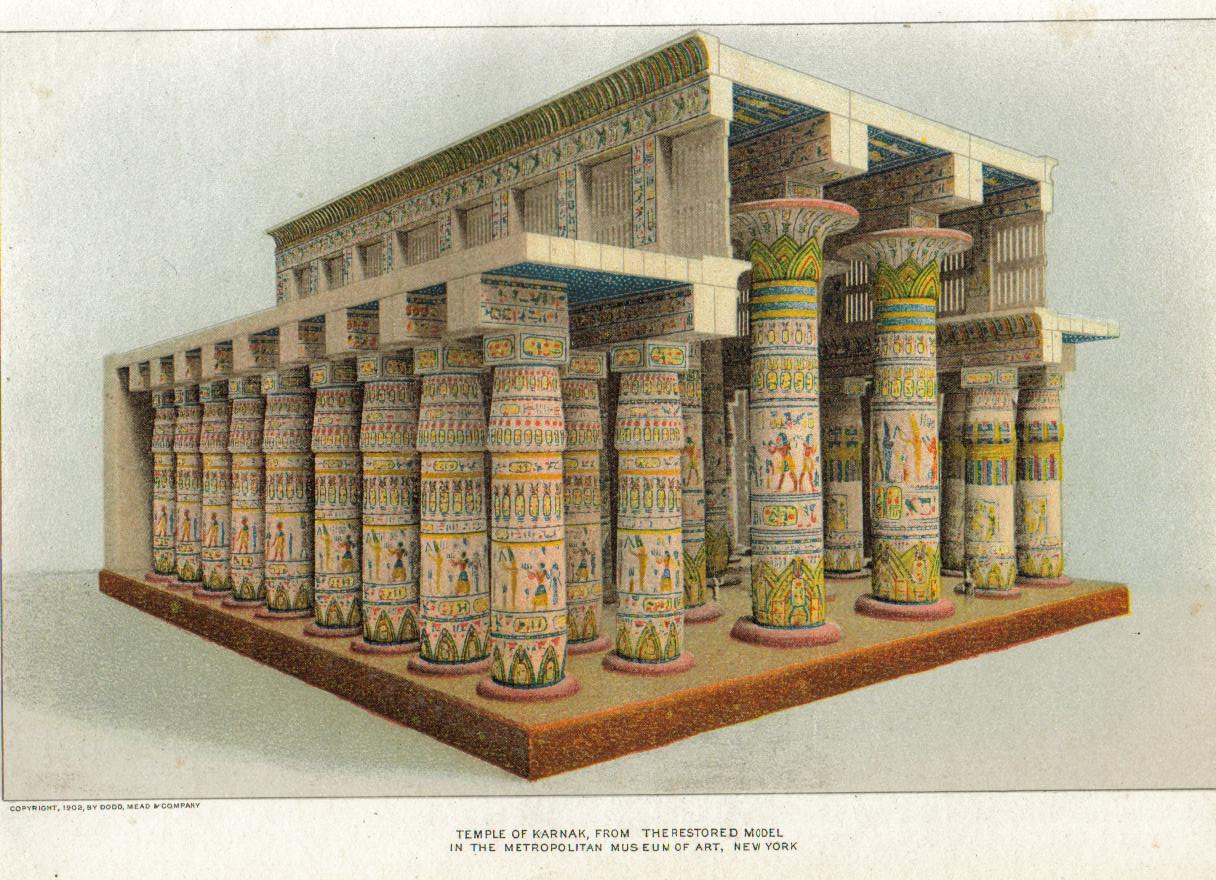
نموذج لمعبد آمون-رع بالكرنك ، الأعمدة في الداخل متوجة بشكل زهرة اللوتس المقتوحة ، والأعمدة الخارجية مزينة في هيئة زهرة اللوتس المغلقة.
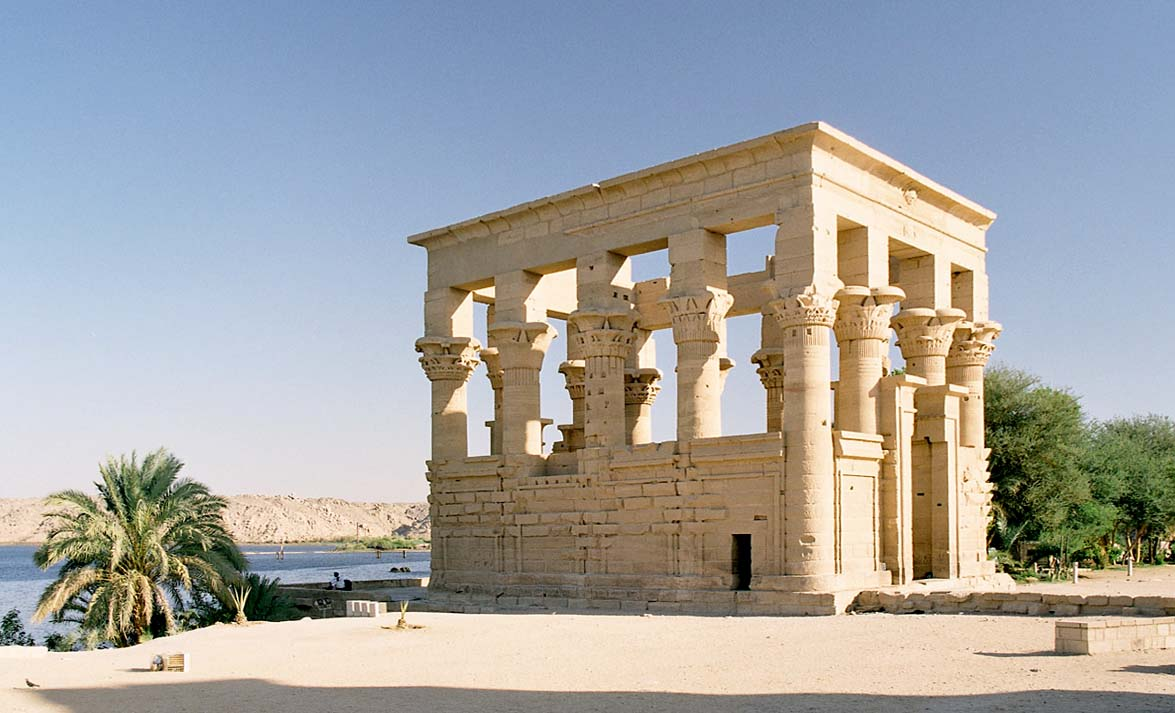
كشك القيصر تراجان.
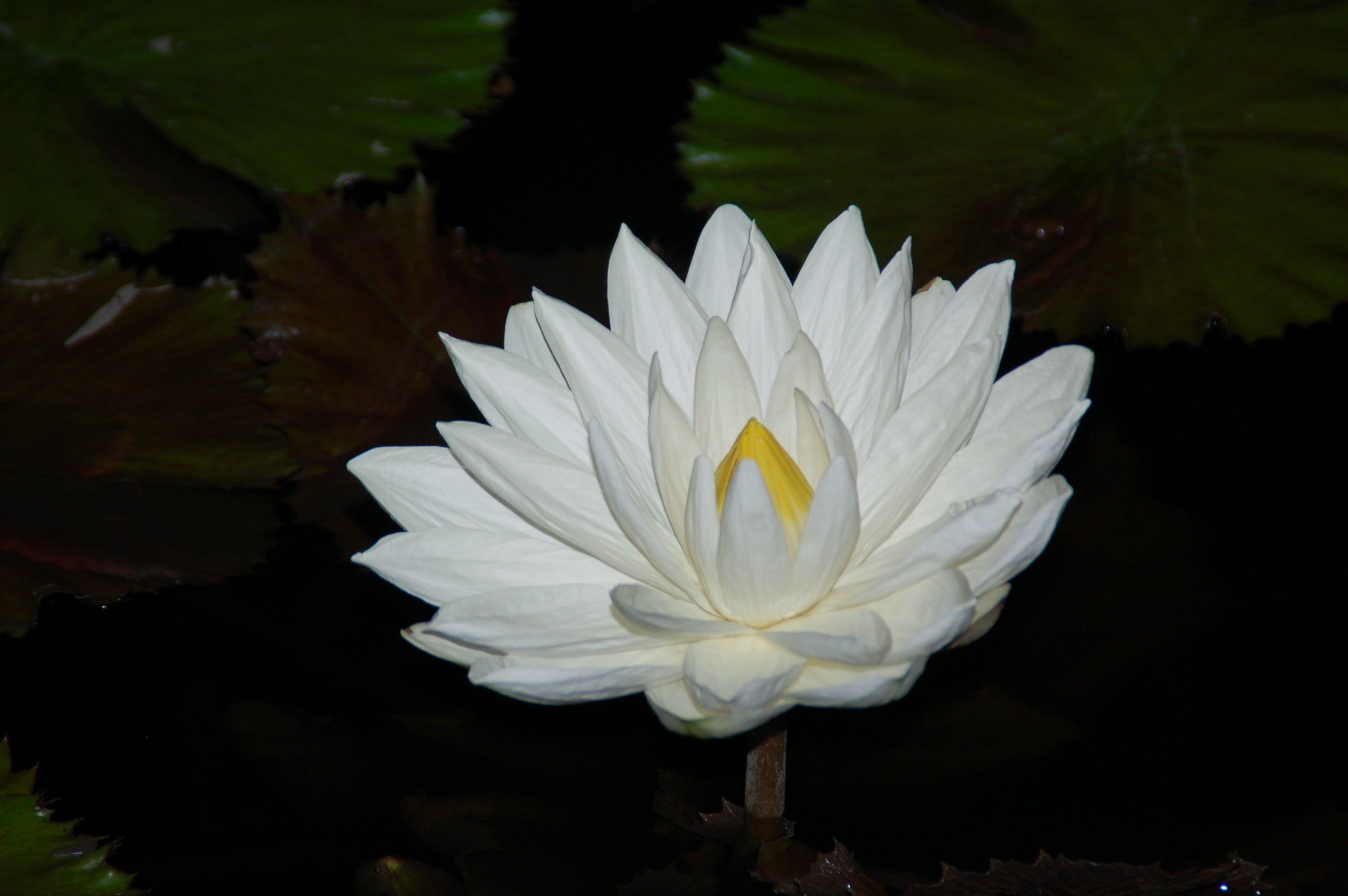
زهرة اللوتس